# خرتر (كبغيان)
خرتر (بالفارسية: خرتر) هي قرية تقع في إيران في قسم كبغيان الريفي. يقدر عدد سكانها بـ 34 نسمة بحسب إحصاء 2016.